# Briana Blair
Briana Blair (Atlanta, Georgia; 24 de junio de 1987) es una antigua cheerleader de la NBA, actriz pornográfica retirada y modelo erótica estadounidense.

## Carrera
Briana fue una líder de animadoras de los Atlanta Hawks en la NBA y de los Atlanta Thrashers en la NHL.
Cuando terminó su contrato de tres años con los Atlanta Hawks, se trasladó a Los Ángeles, donde conoció a un agente del entretenimiento para adultos durante una sesión de fotos para una revista, que la introdujo en la industria para adultos.
Ella también trabaja como modelo y fue chica de portada de la revista Hustler en 2010.
En julio de 2011 anunció en la página principal de su sitio web oficial su retirada del cine porno. Al mes siguiente se hizo jugadora de la Lencería Basketball League.

## Premios y nominaciones
| Año  | Ceremonia         | Resultado | Premio                         | Trabajo |
| ---- | ----------------- | --------- | ------------------------------ | ------- |
| 2010 | NightMoves Awards | Nominado  | Mejor nueva estrella           | —       |
| 2011 | Premios AVN       | Nominado  | Mejor nueva estrella           | —       |
| 2011 | Premios AVN       | Nominado  | Mejor escena de sexo oral      | —       |
| 2011 | Premios AVN       | Nominado  | Mejor escena grupal de mujeres | —       |
| 2011 | Premios AVN       | Nominado  | Mejor escena grupal            | —       |
| 2011 | Premios XBIZ      | Nominado  | Nueva estrella del año         | —       |